# Kleinau
Kleinau ist eine Ortschaft und ein Ortsteil der Stadt Arendsee (Altmark) im Altmarkkreis Salzwedel in Sachsen-Anhalt.

## Geographie

### Lage
Kleinau, ein Straßendorf mit Kirche, liegt inmitten der Altmark, etwa 10 Kilometer südlich von Arendsee (Altmark), wo mit der B 190 die nächste Fernstraße verläuft. Die Gemarkung von Kleinau ist zum Teil von Kiefernwäldern bestanden und erstreckt sich abschnittsweise in einem Niederungsgebiet. Die Landschaft rund um Kleinau ist Standort zahlreicher Feuchtwiesen. Das Wirtschaftsleben wird durch den Anbau von Salat- und Kohlfeldern in der „Agrofarm Kleinau“ geprägt.
Nachbarorte sind Dessau im Westen, Heiligenfelde und Rathsleben im Norden, Kossebau und Einwinkel im Osten, Boock im Südosten und Lohne im Südwesten.

### Ortschaftsgliederung
Zur Ortschaft Kleinau gehören die Ortsteile Kleinau, Dessau und Lohne.
Weiterhin liegt die Wüstung des ehemaligen Ortes Buckau auf der Gemarkung Kleinaus. Das Dorf wurde im Dreißigjährigen Krieg zerstört.

## Geschichte

### Mittelalter bis 20. Jahrhundert
Im Jahre 1274 wurde der Ort als Cleinow erwähnt, als Bodo von Wallstawe der Marienkirche in Salzwedel etliche Wispel Roggen stiftete. 1365 heißt es in villa Clenowe, als der Kirche diese Stiftung bestätigt wurde. Im Landbuch der Mark Brandenburg von 1375 wird das Dorf als Cleinowe aufgeführt. Weitere Nennungen sind 1600 Kleinow, 1687 Kleinow und 1804 Kleinau, ein Dorf mit Schmiede, Windmühle und Krug.

### Landwirtschaft
Bei der Bodenreform wurden 1945 ermittelt: 46 Besitzungen unter 100 Hektar hatten zusammen 571 Hektar, drei Kirchenbesitzungen umfassten 40 Hektar und die Gemeinde hatte 0,6 Hektar Land. Im Jahre 1948 hatte aus der Bodenreform ein Vollsiedler über 5 Hektar und ein sechs Kleinsiedler unter 5 Hektar erhalten.
Im Jahre 1953 entstand die erste Landwirtschaftliche Produktionsgenossenschaft, die LPG Typ III „Philipp Müller“.

### Herkunft des Ortsnamens
Heinrich Sültmann deutet die Namen 1274 cleinow, 1375 clenow, clynow als slawisch. Er schreibt: „clen“ ist der Ahorn, Kleinau „die Ahornstelle“.
Aleksander Brückner erkennt im Ortsnamen Kleinau das slawische Wort „klon“ für „Ahorn“.

### Eingemeindungen
Bis 1807 gehörte das Dorf zum Arendseeischen Kreis der Mark Brandenburg in der Altmark. Danach lag es ab 1807 bis 1813 im Kanton Arendsee auf dem Territorium des napoleonischen Königreichs Westphalen. Ab 1816 gehört die Gemeinde zum Kreis Osterburg, dem späteren Landkreis Osterburg in der preußischen Provinz Sachsen.
Am 20. Juli 1950 wurde die Gemeinde Dessau aus dem Landkreis Osterburg eingemeindet. Am 25. Juli 1952 ist die Gemeinde Kleinau aus dem Landkreis Osterburg in den Kreis Osterburg umgegliedert worden. Am 1. Februar 1974 wurde die Gemeinde Lohne nach Kleinau eingemeindet.
Durch einen Gebietsänderungsvertrag beschloss der Gemeinderat der Gemeinde Kleinau am 18. Mai 2009, dass die Gemeinde Kleinau in die Stadt Arendsee (Altmark) eingemeindet wird. Dieser Vertrag wurde vom Landkreis als unterer Kommunalaufsichtsbehörde genehmigt und trat am 1. Januar 2010 in Kraft.
Nach Eingemeindung der bisher selbstständigen Gemeinde Kleinau wurden Kleinau, Dessau und Lohne Ortsteile der Stadt Arendsee (Altmark). Für die eingemeindete Gemeinde wurde die Ortschaftsverfassung nach den §§ 86 ff. Gemeindeordnung Sachsen-Anhalt eingeführt. Die eingemeindete Gemeinde Kleinau und künftigen Ortsteile Kleinau, Dessau und Lohne wurden zur Ortschaft der aufnehmenden Stadt Arendsee (Altmark). In der eingemeindeten Gemeinde und nunmehrigen Ortschaft Kleinau wurde ein Ortschaftsrat mit neun Mitgliedern einschließlich Ortsbürgermeister gebildet. Seit Juli 2019 hat der Rat nur noch sechs Mitglieder.

### Einwohnerentwicklung

#### Gemeinde
| Jahr | Einwohner |
| ---- | --------- |
| 1734 | 118       |
| 1774 | 145       |
| 1789 | 128       |
| 1798 | 167       |
| 1801 | 116       |
| 1818 | 167       |
| 1840 | 197       |
| 1864 | 243       |
| 1871 | 234       |
| 1885 | 228       |
| 1892 | [00]238   |

| Jahr | Einwohner |
| ---- | --------- |
| 1895 | 268       |
| 1900 | [00]269   |
| 1905 | 268       |
| 1910 | [00]0261  |
| 1925 | 0300      |
| 1939 | 0296      |
| 1946 | 0481      |
| 1964 | 0751      |
| 1971 | 0802      |
| 1981 | 1029      |
| 1985 | [00]0962  |

| Jahr | Einwohner |
| ---- | --------- |
| 1990 | [00]886   |
| 1993 | 886       |
| 1995 | [00]838   |
| 1998 | [00]739   |
| 2000 | [00]699   |
| 2002 | [00]676   |
| 2005 | [00]610   |
| 2006 | [00]610   |
| 2007 | [00]588   |
| 2008 | [00]581   |
| 2009 | [00]579   |

Quelle wenn nicht angegeben, bis 1993

#### Ortsteil
| Jahr | Einwohner |
| ---- | --------- |
| 2011 | 276       |
| 2012 | 279       |
| 2013 | 282       |
| 2014 | 293       |
| 2015 | 280       |
| 2016 | 274       |

| Jahr | Einwohner |
| ---- | --------- |
| 2017 | 270       |
| 2020 | [00]230   |
| 2021 | [00]239   |
| 2022 | [0]244    |
| 2023 | [0]234    |

Quelle wenn nicht angegeben, 2011–2017

## Religion

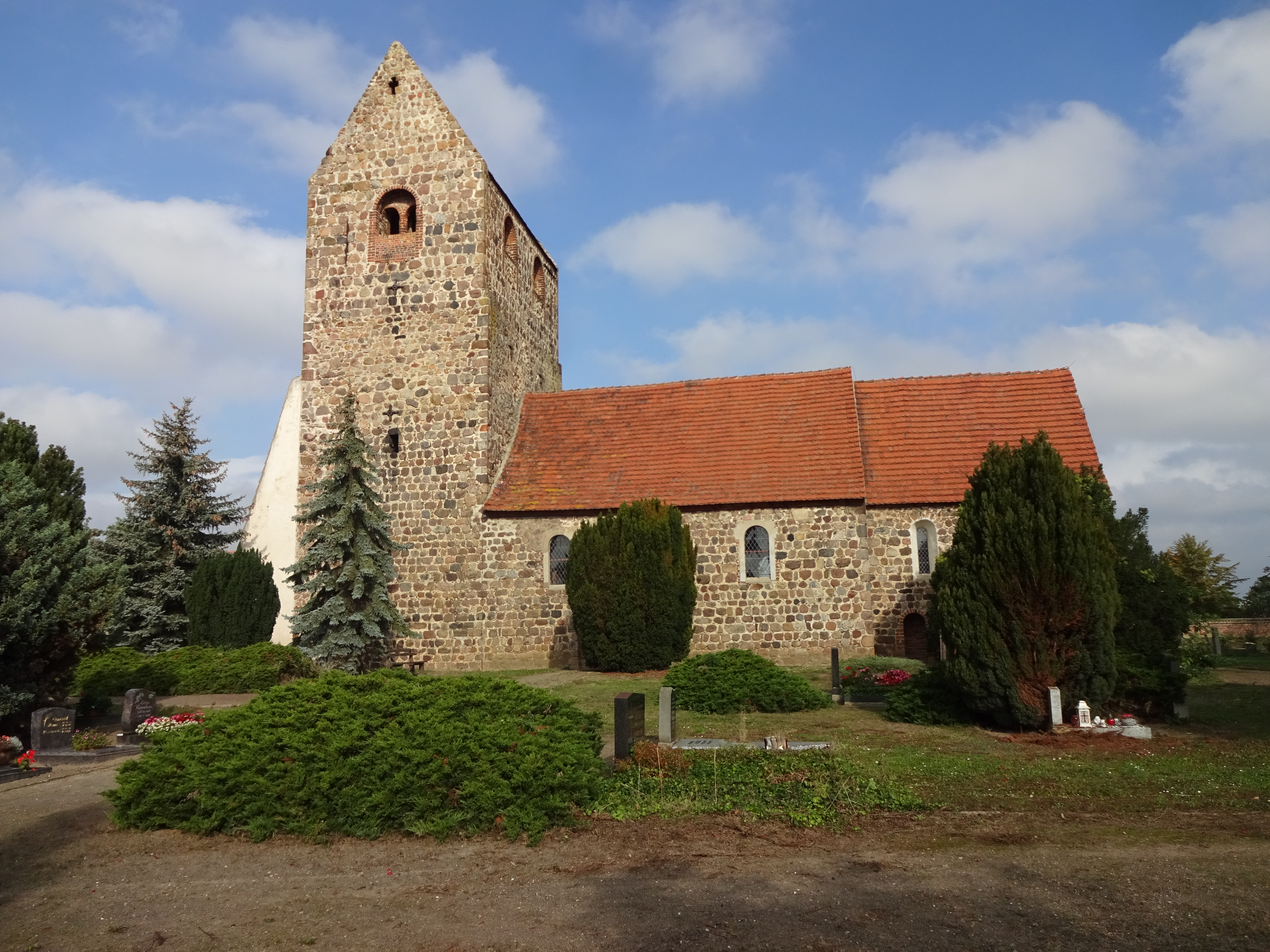
Dorfkirche Kleinau

Die evangelische Kirchengemeinde Kleinau, die früher zur Pfarrei Kleinau bei Heiligenfelde gehörte, wird heute betreut vom Pfarrbereich Arendsee im Kirchenkreis Stendal im Bischofssprengel Magdeburg der Evangelischen Kirche in Mitteldeutschland.
Die ältesten überlieferten Kirchenbücher für Kleinau stammen aus dem Jahre 1652.
Die katholischen Christen gehören zur Pfarrei St. Laurentius in Salzwedel im Dekanat Stendal im Bistum Magdeburg.

## Politik

### Ortsbürgermeister
Markus Kosink ist seit Juli 2024 Ortsbürgermeister der Ortschaft Kleinau.
Sven Schottenhammel war von Juli 2019 bis Juni 2024 Ortsbürgermeister. Sein Vorgänger als Ortsbürgermeister war Hans-Georg Kempcke, der auch letzte Bürgermeister der Gemeinde war.

### Ortschaftsrat
Bei der Ortschaftsratswahl am 9. Juni 2024 wurden 6 Sitze vergeben:
- 3 Sitze Dorfgemeinschaft Dessau
- 2 Sitze Dorfgemeinschaft Lohne
- 1 Sitz Wählergemeinschaft „Kleinau-Lohne-Dessau“

Gewählt wurden 3 Frauen und 3 Männer. Die Wahlbeteiligung betrug 67,05 Prozent.

## Kultur und Sehenswürdigkeiten

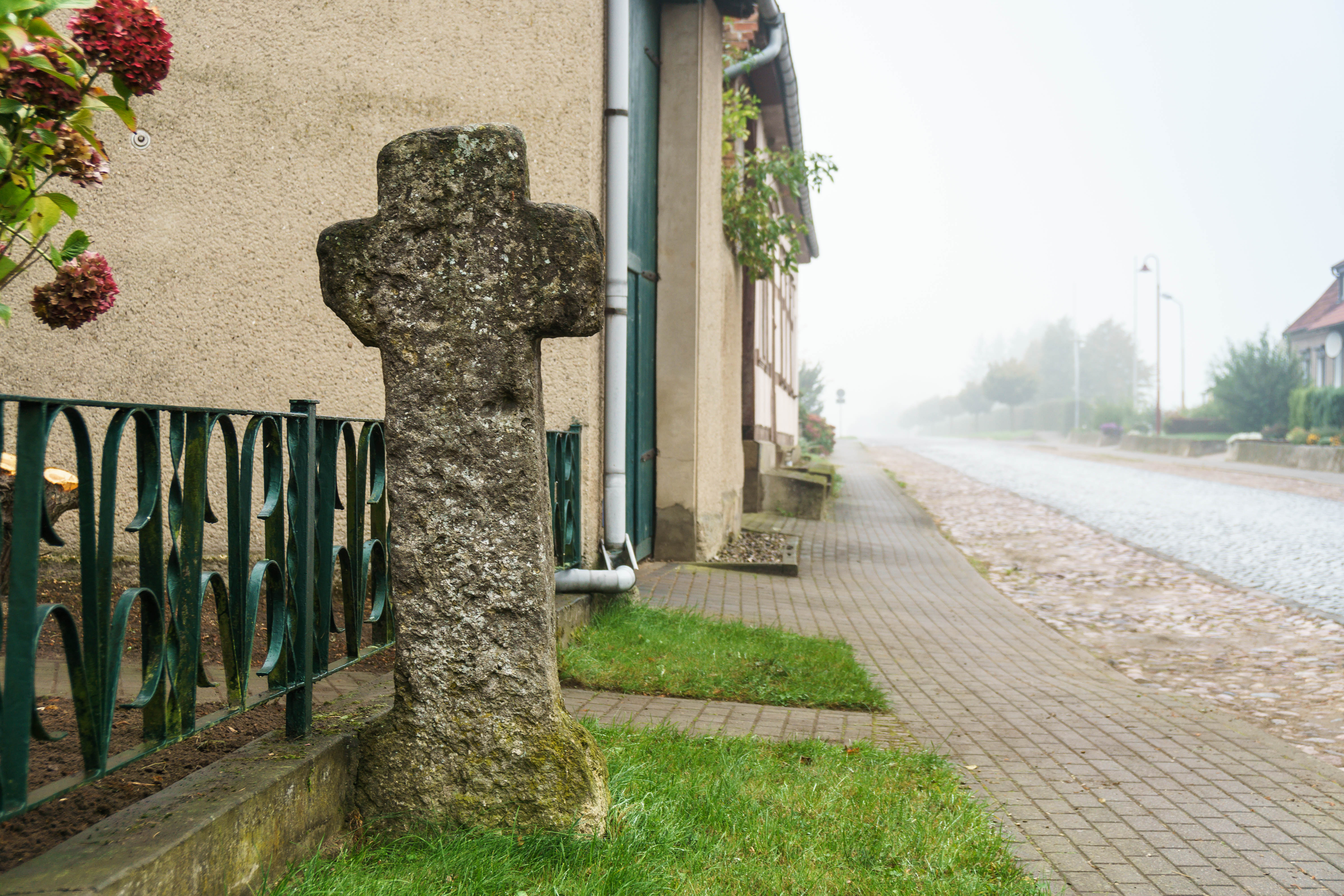
Steinkreuz in Kleinau

- Die evangelische Dorfkirche Kleinau ist ein Feldsteinbau aus dem 12. Jahrhundert und war St. Jakobus geweiht.[30]
- Auf der südlichen Seite der Dorfstraße nahe dem westlichen Ortseingang steht ein Steinkreuz, ein einfaches lateinisches Kreuz aus Muschelkalk. Walter Saal datierte es in die erste Hälfte des 15. Jahrhunderts.[31][32]
- In der ehemaligen Schule gibt es ein Heimatmuseum, dort eingerichtet ab 1970 vom Lehrer und Bodendenkmalpfleger Otto Mewes und anderen Ehrenamtlichen. Der Verein „Junge Archäologen der Altmark e. V.“ hat sich zu einer Trägerschaft für das Museum bereit erklärt.[33][34]
- Die Kirche steht auf dem Ortsfriedhof.
- In Kleinau steht ein Denkmal für die Gefallenen des Ersten Weltkrieges, eine abgestufte Sandsteinstele mit eingelassenen eisernen Kreuzen im oberen Teil.[35]

## Verkehrsanbindung
Die Kreisstraße K 1077 führt nach Dessau.
Es verkehren Rufbusse und Linienbusse der Personenverkehrsgesellschaft Altmarkkreis Salzwedel.

## Sagen

### Das Steinkreuz in Kleinau
Beckmann schrieb 1753, man habe ihm erzählt, das mannshohe steinerne Kreuz sei zum Andenken an den Tod einer vornehmen Dame gesetzt worden, die aus dem Wagen gesprungen und überfahren worden war, als ihre Pferde an der Stelle scheuten.
Alfred Pohlmann schilderte im Jahre 1901 die örtliche Überlieferung: Die Kleinauer erzählen, das Kreuz sei zur Sühne für einen Meuchelmord an einem französischen General im Siebenjährigen Krieg (1756–1763) oder in den Freiheitskriegen (1813–1815) gesetzt worden.
Paul Pflanz schrieb 1931: „Mir wurde von einer Frau, die dicht bei dem Kreuz wohnt, erzählt, dass man vor längeren Jahren beim Bau eines Hauses das Kreuz habe fortnehmen wollen, aber daran gehindert sei. Man habe am Fuß des Kreuzes auch einmal nachgegraben in der Erde, aber nichts als weißen Sand gefunden.“

### Die drei Korporale
Beckmann berichtete 1753 aus Kleinow. Um 1650, kurz nach dem Ende des Dreißigjährigen Krieges, gab es in Kleinau drei Räuber, junge Bauern, die sich zur Tarnung Korporale nannten. Der taube Korporal tat so, als könne er nicht hören, der stumme Korporal tat so, als könne er nicht reden, der krummmäulige Korporal verzog, wenn er reden sollte, den Mund. Beckmann schrieb: „Es habe aber Gott der Herr diese Bosheit augenscheinlich an ihren Kindern gestrafet.“ Als die Frauen der Räuber Kinder bekamen, konnten die des tauben Korporals nicht richtig hören, die des stummen Korporals konnten kaum sprechen, dem Sohn des krummmäuligen Korporal war der Mund ganz auf die eine Seite hingezogen. Die Kinder lebten noch im Jahre 1712.

## Persönlichkeiten
- Wilhelm zu Solms-Rösa (1828–1904), Adeliger
- Karl Schlüter (1852–1916), Abgeordneter